# Шимшон (футбольный клуб, Тель-Авив)
Шимшо́н (ивр.: מועדון כדורגל שמשון תל אביב) — израильский футбольный клуб из Тель-Авива.

## История
Клуб был основан в 1949 году и получил своё имя в честь бывшего футболиста «Маккаби» (Тель-Авив) Шимшона Рузи, который погиб в 1948 году во время арабо-израильской войны. Клуб представлял район Тель-Авива Керем ХаТейманим.
Изначально «Шимшон» выступал в низших лигах. В элиту израильского футбола клуб пробился в 1960 году, после того, как стал чемпионом Лиги Алеф  в сезоне 1959/1960. 
В сезоне 1962/1963 занял четвёртое место в чемпионате Израиля. В 1966 году был финалистом Кубка Израиля.
Лучшим результатом является второе место в чемпионате Израиля. 
«Шимшон» становился дважды вице-чемпионом : в 1971 и 1983 годах. В 1986 и 1990 также выходил в финал Кубка страны, но в обоих случаях терпел поражение.
В сезоне 1989/1990 «Шимшон» вылетел во второй дивизион. Десять лет спустя, в 2000 году клуб объединился с ещё одним клубом из Тель-Авива «Бейтаром», образовав «Бейтар Шишмон Тель-Авив».
С 2011 года «Бейтар» отсоединился, слившись с Бейтар Рамла и создав команду «Бейтар Тель-Авив Рамла». Шимшон функционировал как молодёжная команда, без основной команды.
В 2014 году «Шимшон» был воссоздан как самостоятельный клуб. 11 сентября 2014 года клуб одержал первую победу за 10 лет, выиграв у «Хапоэля».
В мае 2024 года в матче плей-офф за выход во вторую лигу «Шимшон» играл с «Димоной». Победителя определяли в серии пенальти, в которой команды установили новый мировой рекорд. Серия продолжалась 50 минут, за которые игроки нанесли 56 ударов. Победу со счётом 23:22 одержала «Димона».

## Достижения
- Чемпионат Израиля по футболу — 2-е место (сезоны 1970/1971 и 1982/1983)
- Лига Алеф — чемпион сезона 1959/1960[англ.]
- Кубок Тото — победитель (сезоны 1986/1987[англ.] и 1987/1988[англ.])